# Lot-et-Garonne
Koordináták: é. sz. 44° 20′, k. h. 0° 30′44.333333°N 0.500000°E
A Lot-et-Garonne (IPA: [ˈlɔte ɡaˈʁɔn]; okcitánul: Òlt e Garona) megyét  az alkotmányozó nemzetgyűlés 1790. március 4-i határozata nyomán hozták létre  a  francia forradalom idején.

## Elhelyezkedése
Franciaország délnyugati részén, Új-Aquitania régióban fekszik.

## Települések
A megye legnagyobb városai 2011-ben:
| Település              | Népesség (fő, 2011) |
| ---------------------- | ------------------- |
| Agen                   | 33 620              |
| Villeneuve-sur-Lot     | 23 513              |
| Marmande               | 18 400              |
| Le Passage             | 9 395               |
| Tonneins               | 8 965               |
| Nérac                  | 7 125               |
| Sainte-Livrade-sur-Lot | 6 290               |
| Bon-Encontre           | 6 093               |
| Boé                    | 5 421               |
| Fumel                  | 5 162               |

## Képek

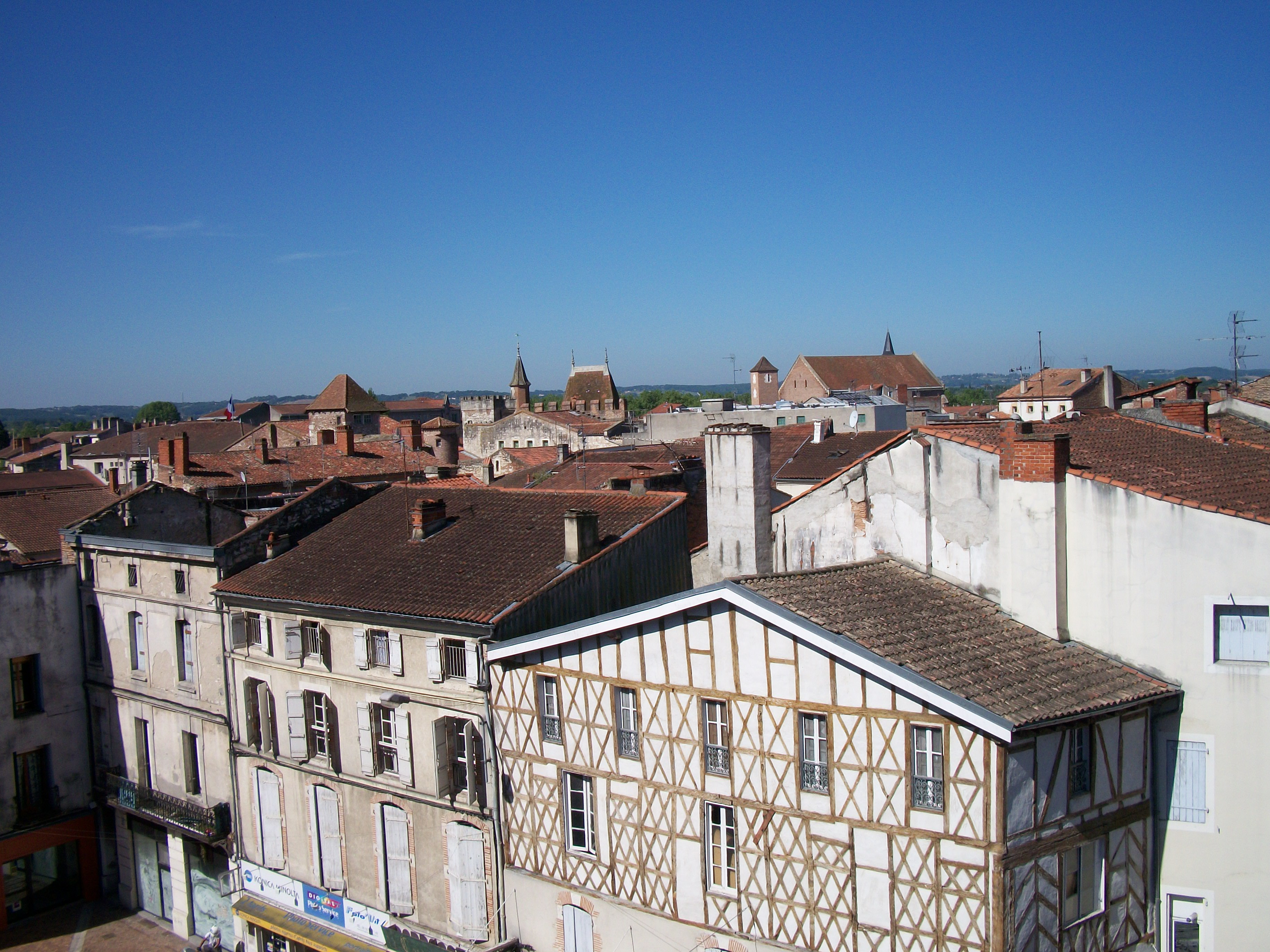
Óváros, Agen
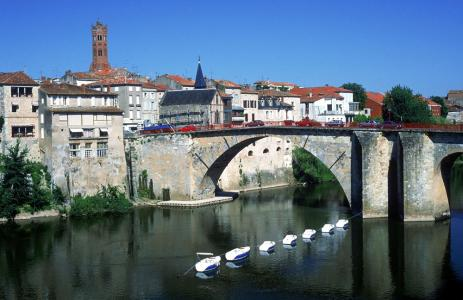
Híd a Lot folyón, Villeneuve-sur-Lot
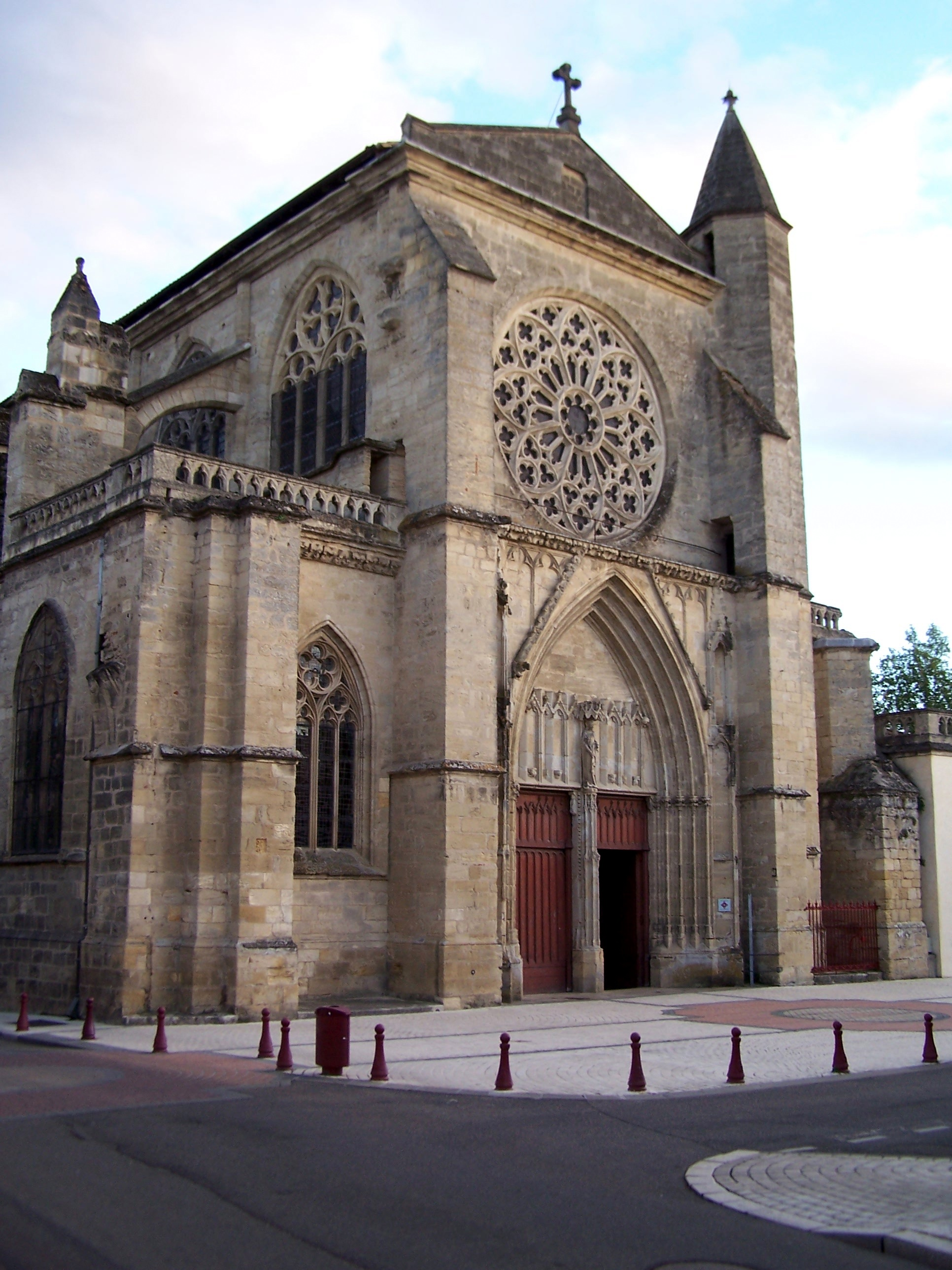
Notre-Dame templom, Marmande
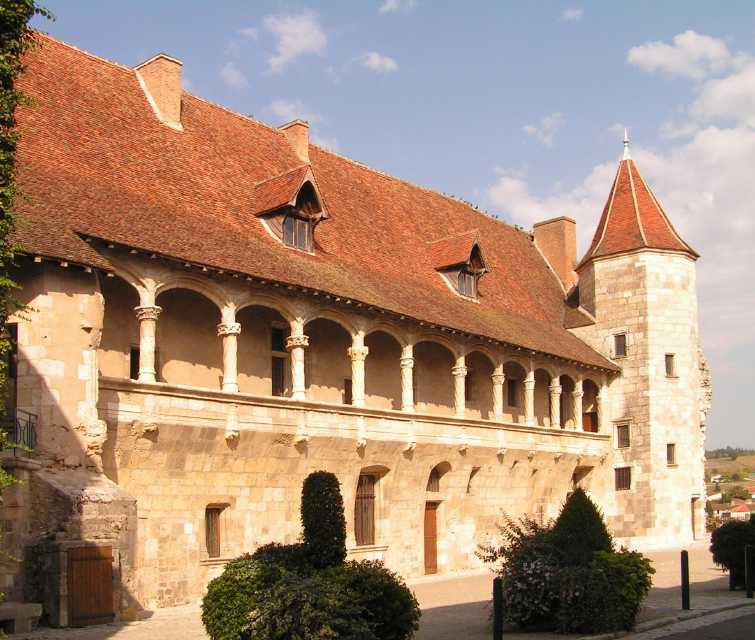
A néraci vár